# Musselburgh Links
Musselburgh Links er en golfbane i Musselburgh, East Lothian, Skotland. Den anses af Guinness Book of World Records for den ældste golfbane i verden, og den ældste bane, der fortløbende har været spillet på. Det er dokumenteret, at der blev spillet golf på dette sted i 1672, og det rygtes, at Marie Stuart spillede der i 1567. Der var oprindeligt syv huller, men et ottende blev tilføjet i 1838 og et niende i 1870. 
Musselburgh lagde sammen med Prestwick Golf Club og St Andrews Links på skift græs til The Open Championship i 1870'erne og 1880'erne. Banen blev valgt, fordi den blev brugt af The Honourable Company of Edinburgh Golfers, og den var i alt vært for seks udgaver af The Open, første gang i 1874 og sidste gang i 1889. Da The Honourable Company anlagde sin egen private bane i Muirfield, blev Musselburgh droppet til fordel for Muirfield i the Open's rota. Banen efterlod imidlertid et vigtigt aftryk i golfsportens historie, idet det var ud fra standarden på denne banes huller, at R&A i 1893 fastsatte diameteren på et golfhul til 4¼ tomme.
Musselburgh er nu en offentligt ejet bane, der administreres af East Lothian Council. Banen har stadig blot ni huller og har par 34. At banen kun har ni huller begrænser dens tiltrækning på spillere, og medlemskaber er lettilgængelige og billige. Sæsonkort for blot at spille på banen er også tilgængelige.